# لاکم
لاکم (باغ‌ملک)، روستایی از توابع بخش مرکزی شهرستان باغ‌ملک در استان خوزستان ایران است. روستای لاکم در بیست و یک کیلومتری شهرستان باغملک واقع شده است. مردم این روستا از طایفه شامیری و از ایل بزرگ ممبینی هستند، لاکم داری باغات سرسبز در حاشیه رودخانه هستند دو چاه آب نزدیک سی روستا را آبرسانی میکند که این موضوع باعث خشک شدن بالادست رودخانه و در نهایت از بین رفتن بیشتر درختان شد. از سال 1395 تا الان جمعیت روستای لاکم رشد چشمگیری داشته اما متاسفانه جمعیت خود روستا افزایش نداشته چون اکثر جوانان بخاطر مشاغل خود در شهرهای مالکلو، تیربهی، شفتولی، جمجمه سربید، چشمه کتنک، اهواز، ماهشهر، امیدیه، عسلویه و شهرهای همجوار سکونت کنند.